# Die Nonnen von Clichy
Die Nonnen von Clichy ist ein dem Nunsploitation-Genre zugehöriger Exploitationfilm des spanischen Regisseurs Jess Franco aus dem Jahr 1973.

## Handlung
England, im 17. Jahrhundert. Eine alte Hexe, die auf dem Scheiterhaufen verbrannt wurde, verflucht ihre Peiniger: Richter Jeffries, die sadistische Lady de Winter und ihr Geliebter Renfield. Bevor sie stirbt, sagt sie ihnen, dass ihre beiden Töchter sie rächen werden.
Sie hat jedoch keine offiziellen Nachkommen. Aber sie entdecken, dass sie zwei Nonnen-Töchter hat, aus einer unehelichen Vereinigung und von einem unbekannten Vater. Sie heißen Kathleen und Margaret und wohnen im Blackmoor Convent. Lady de Winter geht dorthin und entdeckt, dass Kathleen im Gegensatz zu ihrer Schwester keine Jungfrau mehr ist. Letztere sagt, dass sie unreine Gedanken hat und dass ein Gesandter des Teufels sie jede Nacht „besucht“. De Winter hat Angst vor der Bedrohung durch die Hexe und lässt sie verhaften. Sie besteht die gleiche Prüfung, die ihre Mutter, das „Urteil Gottes“, durchlaufen hat. Wie sie hat Kathleen Flecken auf der Zunge, blutet nicht, wenn Nadeln in ihren Körper gedrückt werden, und Wasser verdunstet bei Kontakt mit ihrer Haut. Sie wird sofort als Dienerin des Teufels anerkannt und daher dazu verurteilt, lebendig verbrannt zu werden.
Aber Lord de Winter befreit Kathleen, während ihre Schwester Margaret, die im Kloster geblieben ist, wiederum von einer satanischen Kraft besessen ist. Ihre dämonische Rache beginnt.

## Kritiken
Der Film stieß bei den Kritikern auf großenteils harsche Ablehnung. Der Filmdienst sah „(d)ie gewohnte Mixtur aus Sex, Sadismus, Religion“ und riet vom Besuch des Films ab. Georg Seeßlen stellt fest, dass die Geschichte hier wirklich nur noch Vorwand sei, um Nacktes zu präsentieren, bemerkt aber auch Elemente „des Nihilismus, wenn auch am Ende “die Gute” von so viel Hass besessen ist“, dass sie die Oberin in den Selbstmord treibt und ihre Peinigerin dem Scheiterhaufen überlässt. Und Ronald M. Hahn/Volker Jansen merken an, Franco habe „natürlich […] auch gar nicht vorgehabt habe, aus seiner Geschichte etwas Ernsthaften zu machen: Die Aussicht, ein paar anregenden Stunden hinter der Kamera verbringen zu können, ist im Grunde alles, was ihn zum Filmemachen motiviert.“ Und Filmecho/Filmwoche fasste zusammen: „Die Regie […] ist mehr oder minder auf eindeutige Effekte angelegt. (Der Regisseur) schreckt vor nichts zurück. Seine Story und die textilarmen Szenen sind harte Kost.“